# Pleyben
Pleyben  (en bretón Pleiben) es una población y comuna francesa, situada en la región de Bretaña, departamento de Finisterre, en el distrito de Châteaulin y cantón de Pleyben.

## Demografía
| 3840 | 3713 | 3477 | 3491 | 3446 | 3397 | 3983 | 4017 | 3878 |
| Para los censos de 1962 a 1999 la población legal corresponde a la población sin duplicidades (Fuente: INSEE [Consultar]) |      |      |      |      |      |      |      |      |